# 川島創
川島 創（かわしま つくる）は、日本で活動するミュージカル俳優である。劇団四季所属。
2009年に劇団四季研究所に入所。同年、『嵐の中の子どもたち』のボブ役で初舞台を踏む。

## 出演作品
- 嵐の中の子どもたち - ボブ 役 / ブラックジョー 役（2009年 - 2011年）
- 夢から醒めた夢 - エンジェル 役（2011年 - 2012年）
- はだかの王様 - 王女の恋人デニム 役（2011年 - 2014年）
- ヴェニスの商人 - ランスロット・ゴボー 役（2011年）
- 解ってたまるか！ - 和田（巡査） 役（2012年）
- ウェストサイド物語 - ジーター 役（2012年）
- サウンド・オブ・ミュージック - アンサンブル（2013年 - 2018年）
- 桃次郎の冒険 - 桃次郎 役 / 桃三郎 役（2013年）
- ジョン万次郎の夢 - 五右衛門 役（2014年）
- ライオンキング - ティモン 役 / アンサンブル（2015年 - ）
- エルコスの祈り - ダーリー 役 / セールスマン 役（2015年 - 2017年）
- バケモノの子 - 多々良 役（2022年 - ）[2]